# Коллинас
Коллинас (итал. Collinas) — коммуна в Италии, располагается в регионе Сардиния, в провинции Южная Сардиния.
Население составляет 807 человек (30-06-2019), плотность населения составляет 38,74 чел./км². Занимает площадь 21 км². Почтовый индекс — 9020. Телефонный код — 070.
Покровителем коммуны почитается святой архангел Михаил, празднование 29 сентября.

## Демография
Динамика населения:

## Администрация коммуны
- Официальный сайт: